# Engoulevent satanique
Eurostopodus diabolicus
Espèce
Statut de conservation UICN

 LC C2a(i) : Préoccupation mineure
L'Engoulevent satanique (Eurostopodus diabolicus) est une espèce d'oiseaux de la famille des Caprimulgidae.

## Répartition
Cet oiseau est endémique de Sulawesi.